# Nicolás Lynch Gamero
Nicolás Javier Lynch Gamero (Miraflores, 22 de marzo de 1954) es un sociólogo, investigador, escritor, columnista, diplomático y político peruano. Fue embajador del Perú en Argentina desde el año 2011 hasta el 2012 durante el gobierno de Ollanta Humala y ministro de Educación en el gobierno de Alejandro Toledo.

## Biografía
Nació en el distrito de Miraflores, ubicado en la ciudad de Lima, el 22 de marzo de 1954. Es hijo de Roberto Lynch Meave y de Carmela Gamero.
Realizó sus estudios primarios y secundarios en el Colegio Champagnat.
Estudió la carrera de Sociología en la Universidad Nacional Mayor de San Marcos; luego de ello obtuvo el título de Magíster en Ciencias Sociales en la Facultad Latinoamericana de Ciencias Sociales en México y el Ph.D. en Sociología en el New School for Social Research de Nueva York, Estados Unidos.
Es especialista en reforma del estado e instituciones representativas. Ha sido profesor visitante en la Johns Hopkins University y en el New School for Social Research, e investigador en el Instituto de Estudios Peruanos entre 1983 y 1986. Ha publicado numerosos artículos académicos y varios libros, por lo que también es escritor, ensayista y poeta.
Es catedrático principal en la Universidad Nacional Mayor de San Marcos y decano del Colegio de Sociólogos del Perú. Fue también columnista político del diario La República, Diario Uno y El Búho.pe.

## Carrera política
Nicolás Lynch incursiona en la política peruana como miembro fundador del Partido Comunista Revolucionario entre los años 1973 y 1983. Posteriormente milita en el Partido Unificado Mariateguista de Javier Diez Canseco y en Izquierda Unida del histórico Alfonso Barrantes desde el año 1980 hasta 1989.
Postuló al Congreso de la República en las elecciones del año 1990 por Izquierda Socialista, sin embargo, no resultó elegido. De igual manera en las elecciones de 1995 como miembro del partido Unión por el Perú.
En el año 2000, Lynch se afilia al partido Perú Posible de Alejandro Toledo y postula nuevamente al Congreso de la República en 2001 sin éxito. Fue también miembro del equipo técnico de Perú Posible para las elecciones generales del 2001.

### Ministro de Educación
El 28 de julio del 2001, Nicolás Lynch fue nombrado por Alejandro Toledo como ministro de Educación en su primer gabinete ministerial presidido por Roberto Dañino.
Permaneció en el cargo hasta su renuncia en julio del 2002 tras la renuncia de todo el gabinete ministerial.
Nuevamente, Lynch fue candidato al Congreso en las elecciones generales del 2006 por el Partido Socialista y en las elecciones generales del 2011 por la alianza Gana Perú, en ambas ocasiones no tuvo éxito.

### Embajador de Perú en Argentina

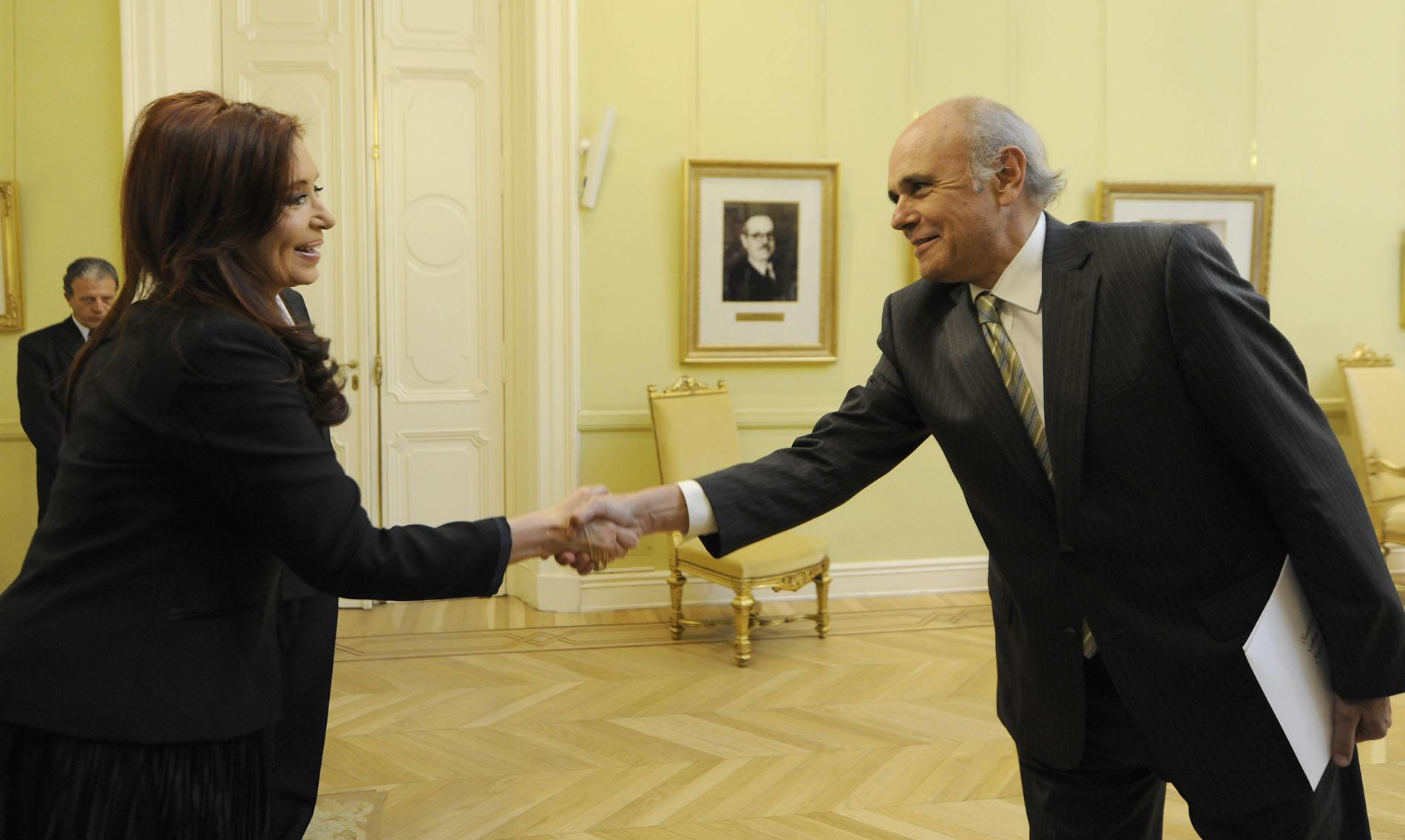
La Presidenta de Argentina Cristina Fernández de Kirchner recibe las cartas credenciales de Lynch como Embajador de Perú en Argentina.

El 25 de agosto del 2011, Lynch fue nombrado Embajador del Perú en Argentina durante el gobierno de Ollanta Humala.
Permaneció en el cargo hasta su renuncia en noviembre del 2012.

## Publicaciones
- Populismo: ¿dictadura o democracia? (2017)
- Cholificación, república y democracia. El destino negado del Perú (2014)
- Política y Antipolítica en el Perú (2000)
- Una Tragedia sin Héroes (1999)
- La Transición Conservadora (1992)
- Los Jóvenes Rojos de San Marcos (1990)